# 独立行政法人評価委員会
独立行政法人評価委員会（どくりつぎょうせいほうじんひょうかいいんかい）は、かつて存在した独立行政法人を所管する府省庁に置くこととされていた機関。改正（2015年4月1日施行の平成26年法律第66号）前の「独立行政法人通則法（平成11年法律第103号）」第12条の規定に基づく機関で、所掌事務は、独立行政法人の業務の実績に関する評価に関すること及び独立行政法人通則法又は個別法によりその権限に属させられた事項を処理することとされていた。
2015年4月1日に廃止され、独立行政法人の目標策定、評価は主務大臣が責任を持つとともに、総務省に置かれた独立行政法人評価制度委員会が第三者機関として主務大臣による目標策定や評価を点検することとなった
。

## 設置されていた省庁
2013年7月時点では、独立行政法人を所管する内閣府、総務省、外務省、財務省、文部科学省、厚生労働省、農林水産省、経済産業省、国土交通省、環境省、原子力規制委員会（環境省の外局）、防衛省の12省庁に設置されていた。

## 組織・委員
2012年10月時点の各省庁の独立行政法人評価委員会の構成等については、以下のとおりである。
- 内閣府[2]
  1. 委員13人以内、任期2年（再任可）。委員長 山本豊（京都大学大学院法学研究科教授）、委員長代理 御厨貴（放送大学教授、東京大学名誉教授）。
  2. 次の分科会を設置。国立公文書館分科会、宇宙航空研究開発機構分科会、北方領土問題対策協会分科会、国民生活センター分科会。
  3. 臨時委員、専門委員を置くことができる。

- 総務省[3]
  1. 委員16人以内、任期2年（再任可）。委員長 森永規彦（大阪大学名誉教授、広島国際大学名誉教授）、委員長代理 亀井昭宏（早稲田大学名誉教授）。
  2. 次の分科会を設置。平和祈念事業特別基金分科会、情報通信・宇宙開発分科会、郵便貯金・簡易生命保険管理機構分科会、統計センター分科会。
  3. 臨時委員、専門委員を置くことができる。
  4. 分科会に部会を置くことができる。

- 外務省[4]
  1. 委員15人以内、任期2年（再任可）。委員長 井口武雄（三井住友海上火災保険株式会社シニアアドバイザー）
  2. 次の分科会を設置。国際交流基金分科会、国際協力機構分科会。
  3. 臨時委員、専門委員を置くことができる。
  4. 分科会に部会を置くことができる。

- 財務省[5]
  1. 委員15人以内、任期2年（再任可）。委員長 牟田博光（東京工業大学名誉教授）、委員長代理 岩村充（早稲田大学大学院商学研究科教授）
  2. 次の分科会を設置。農林漁業信用基金分科会、住宅金融支援機構分科会、造幣局分科会、国立印刷局分科会、日本万国博覧会記念機構分科会、酒類総合研究所分科会。
  3. 臨時委員、専門委員を置くことができる。
  4. 分科会に部会を置くことができる。

- 文部科学省[6]
  1. 委員30人以内、任期2年（再任可）。委員長 門永宗之助（Intrinsics代表）、委員長代理 青木昭明（公益財団法人ソニー教育財団評議員）。
  2. 次の分科会を設置。初等中等教育分科会、高等教育分科会、社会教育分科会、スポーツ・青少年分科会、科学技術・学術分科会、文化分科会
  3. 臨時委員、専門委員を置くことができる。
  4. 分科会に部会を置くことができる。

- 厚生労働省[7]
  1. 委員30人以内、任期2年（再任可）。委員長 猿田享男（慶應義塾大学名誉教授）、委員長代理 山口修（横浜国立大学経営学部教授）。
  2. 臨時委員、専門委員を置くことができる。
  3. 部会を置くことができる。

- 農林水産省[8]
  1. 委員30人以内、任期2年（再任可）。委員長 渕野雄二郎（東京農工大学名誉教授）、委員長代理 青柳義朗（藤沢市代表監査委員）。
  2. 次の分科会を設置。農業分科会、農業技術分科会、林野分科会、水産分科会
  3. 臨時委員、専門委員を置くことができる。
  4. 分科会に部会を置くことができる。

- 経済産業省[9]
  1. 委員30人以内、任期2年（再任可）。委員長 室伏きみ子（お茶の水女子大学大学院人間文化創成科学研究科教授。
  2. 次の分科会を設置。経済産業研究所分科会、工業所有権情報・研修館分科会、通商・貿易分科会、産業技術分科会、技術基盤分科会、資源分科会、情報処理推進機構分科会、中小企業基盤整備機構分科会
  3. 臨時委員、専門委員を置くことができる。
  4. 分科会に部会を置くことができる。

- 国土交通省[10]
  1. 委員30人以内、任期2年（再任可）。委員長 木村孟（大学評価・学位授与機構長）、委員長代理 杉山武彦（一橋大学学長・大学院商学研究科教授）。
  2. 次の分科会を設置。土木研究所分科会、建築研究所分科会、交通関係研究所分科会、港湾空港技術研究所分科会、教育機関分科会、自動車検査分科会、水資源機構分科会、鉄道建設・運輸施設整備支援機構分科会、国際観光振興機構分科会、自動車事故対策機構分科会、空港周辺整備機構分科会、海上災害防止センター分科会、都市再生機構分科会、奄美群島振興開発基金分科会、日本高速道路保有・債務返済機構分科会、住宅金融支援機構分科会
  3. 臨時委員、専門委員を置くことができる。
  4. 分科会に部会を置くことができる。

- 環境省[11]
  1. 委員7人以内、任期2年（再任可）。委員長 松尾友矩（東洋大学常勤理事）
  2. 臨時委員、専門委員を置くことができる。
  3. 部会を置くことができる。

- 原子力規制委員会[12]

- 防衛省[13]
  1. 委員5人以内、任期2年（再任可）。委員長 新井誠（中央大学法学部教授、筑波大学大学院ビジネス科学研究科名誉教授）、委員長代理 中村義人（東洋大学経営学部教授）

## 政策評価・独立行政法人評価委員会
総務省に置かれ、各府省の独立行政法人評価委員会による評価結果を評価していた。独立行政法人評価委員会と同じく2015年4月1日に廃止された。